# Liste der kanadischen Botschafter beim Heiligen Stuhl
Die Liste der kanadischen Botschafter beim Heiligen Stuhl bietet einen Überblick über die Leiter der kanadischen diplomatischen Vertretung beim Heiligen Stuhl seit der Aufnahme diplomatischer Beziehungen.
| Amtszeit  | Name                  | Anmerkung       |
| --------- | --------------------- | --------------- |
| 1970–1973 | John Robbins          | Botschafter     |
| 1973–1978 | Paul Tremblay         | Botschafter     |
| 1978–1979 | Jacques Bélec         | Geschäftsträger |
| 1979–1984 | Yvon Beaulne          | Botschafter     |
| 1984–1985 | Pierre Dumas          | Botschafter     |
| 1985–1989 | Eldon Pattyson Black  | Botschafter     |
| 1989–1993 | Théodore Jean Arcand  | Botschafter     |
| 1993–1997 | Léonard H. Legault    | Botschafter     |
| 1997–2000 | J. Fernand Tanguay    | Botschafter     |
| 2000–2004 | Wilfrid Guy Licari    | Botschafter     |
| 2004–2008 | Donald W. Smith       | Botschafter     |
| 2008–2012 | Anne Leahy            | Botschafterin   |
| 2012–2014 | Jon Allen             | Geschäftsträger |
| 2014–     | Dennis Anthony Savoie | Botschafter     |